# Valencia (stad)

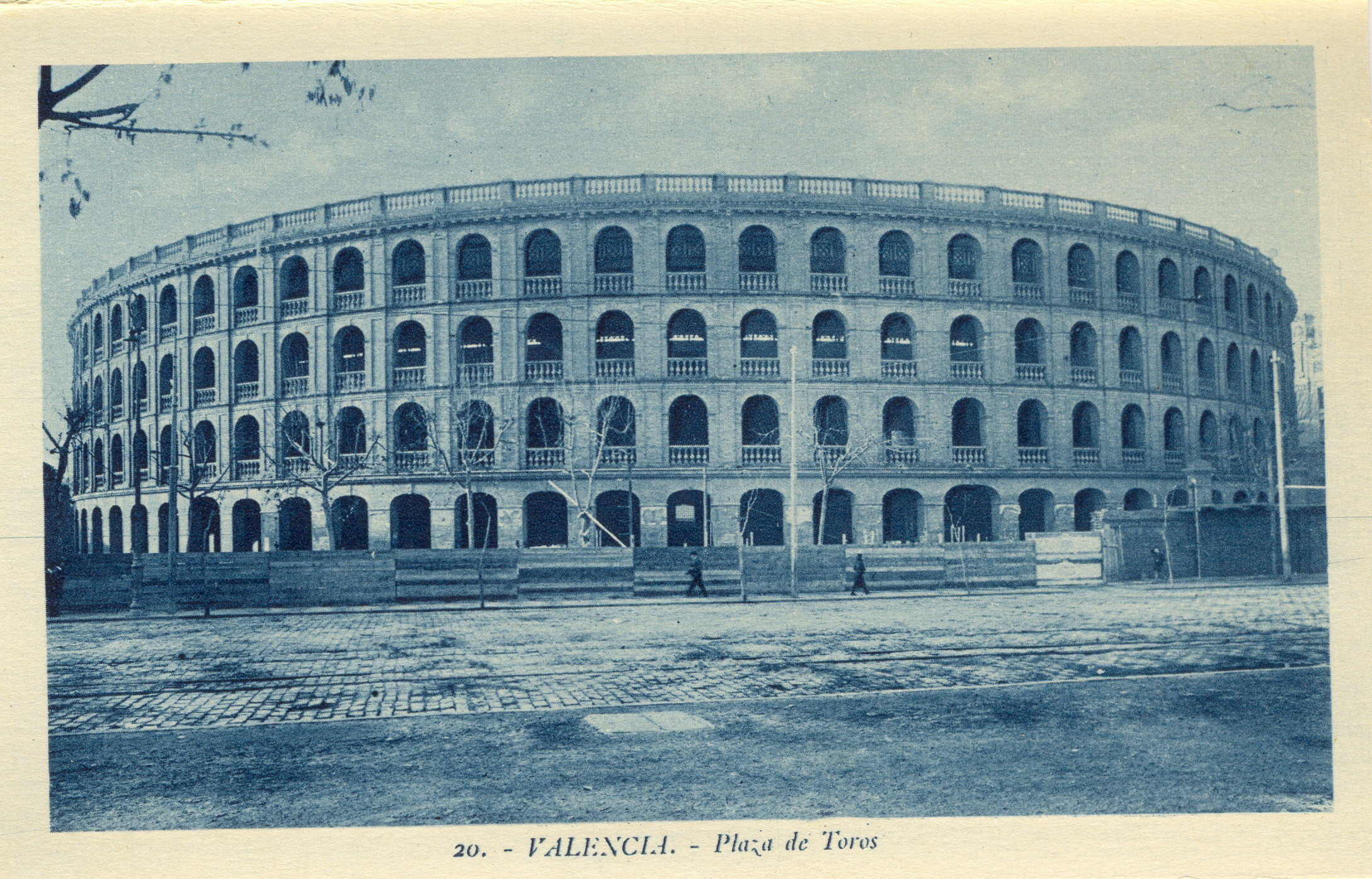
Plaza de Toros

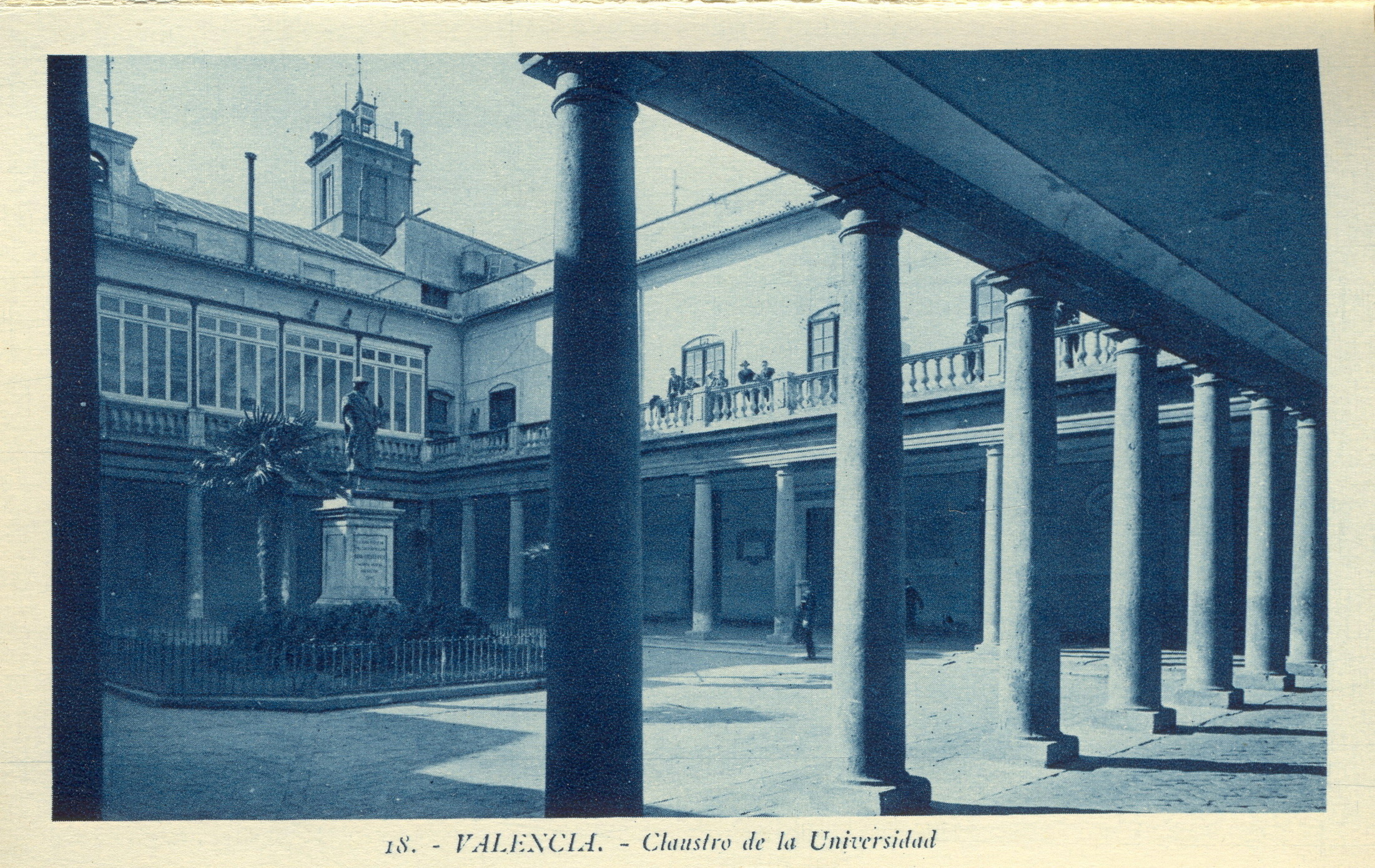
Universiteit

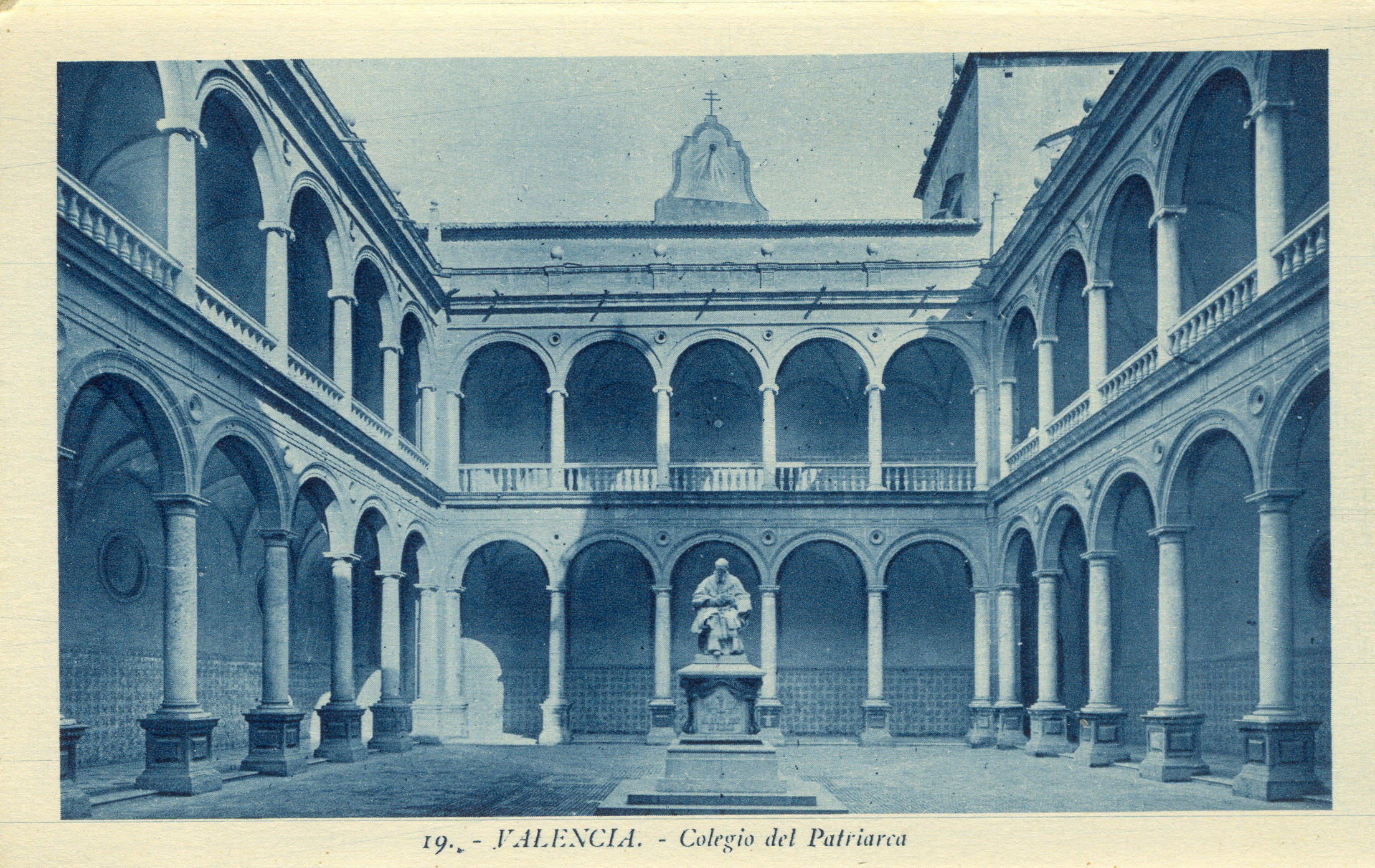
Colegio del Patriarca

Valencia (Spaans: Valencia [ba'lenθja]; Valenciaans, officieel: València [va'ɫensia]) is een gemeente en na Madrid en Barcelona qua inwonertal de derde stad van Spanje. Het is de hoofdstad van de gelijknamige provincie en van de autonome regio. De stad heeft een inwoneraantal van 790.201 (1 januari 2016) en in de agglomeratie van de stad wonen 1.832.274 mensen. De burgemeester is Joan Ribó i Canut.
Valencia ligt aan de Costa del Azahar aan de Middellandse Zee, en aan de rivier de Turia, en geldt als geboorteplaats van de paella, een van de bekendste gerechten uit de Spaanse keuken. Valencia wordt ook wel de sinaasappelstad genoemd.
Valencia is de derde economische motor van Spanje, na Madrid en Barcelona.

## Geschiedenis
Valencia werd in 138 v.Chr. onder de naam Valentia Edetanorum gesticht door de Romeinse leider Decimus Junius Brutus Callaicus. De naam betekent 'versterkte stad van de Edetanen', een Iberische stam. In 75 v.Chr. werd de stad verwoest door de strijd tussen Pompeius en Quintus Sertorius. De stad werd daarna deels hersteld, rondom 50 n.Chr. kreeg de stad een eigen Romeins circus en een forum.
In de 4e eeuw, na de vervolging en marteling van Vincentius van Zaragoza door de Romeinse keizer Diocletianus, ontstond de eerste katholieke samenleving van de stad en begon de transformatie van Romeinse tempels in christelijke gebedshuizen. Deze periode van religieuze verandering valt samen met de komst van de Germaanse Visigoten. Vervolgens werd het zuidoosten van het Iberisch Schiereiland veroverd door de Byzantijnen, zij werden in 625 het land uitgezet en van die periode en de daaropvolgende eeuwen is over Valencia vrijwel geen documentatie gevonden.

### Moorse tijd
In 711 werd Valencia veroverd door de Moren. De stad begon voor het eerst sinds jaren weer te groeien. De regionale leider in die periode was Abd al-Allah en van hem kreeg de stad de Arabische naam Balansiya. De Moorse verovering verliep in dit geval opvallend vreedzaam en bestond in eerste instantie vooral uit het samenwerken van de Moorse en de oorspronkelijke bevolking. Valencia maakte nu deel uit van een van de taifarijken en groeide uit tot een belangrijke stad in de wijde omgeving. Aan het eind van de 11e eeuw werd de stad aangevallen door al-Mundir en later door de graaf van Barcelona, Berenguer II. Pas in 1093 kwam de stad daadwerkelijk in andermans handen, na de verovering van Rodrigo Diaz de Vivar (bijnaam: El Cid). Hij veranderde de moskeeën van Valencia in katholieke kerken en stelde de Franse monnik Jerôme aan als nieuwe aartsbisschop. El Cid sloot zich aan bij Koning Pedro I van Aragón en Graaf Ramón Berenguer III van Barcelona om zo de opkomst van de Amazigh Almoraviden tegen te gaan. El Cid overleed in 1099, waarna zijn vrouw Doña Ximena de macht over Valencia gedurende drie jaar overnam, totdat de stad in 1102 uiteindelijk werd veroverd door de Almoraviden.

### 13e - 19e eeuw
Op 28 september 1238 werd Valencia wederom bevrijd, ditmaal door Jaime de Veroveraar en zijn leger dat bestond uit onder anderen Italiaanse en Duitse soldaten. Meer dan 50.000 Almoraviden ontvluchtten de stad en op 9 oktober werd Valencia de hoofdstad van het nieuwe Rijk van Valencia, onderdeel van het Koninkrijk Aragón. In 1348 werd de bevolking van de stad geteisterd door een grote pestepidemie en men begon zich te verzetten tegen de koning tijdens de Oorlog van de Unie. In 1363 en 1364 verdedigde Valencia zich met succes tegen het leger van het Koninkrijk Castilië.
Het wapen van Valencia bevat twee maal de letter L, wat de trouw symboliseert aan de kroon van Aragon. Boven het wapen staat een vleermuis, die is geëvolueerd uit een eerdere figuur, een gevleugelde draak
Rond 1400 braken stabielere tijden aan voor Valencia, de 15e eeuw staat ook bekend als de 'Gouden Eeuw van Valencia'. In die periode groeide de stad zowel economisch als cultureel als nooit tevoren. Valencia was in 1483 de grootste stad van het Koninkrijk Aragón met ongeveer 75.000 inwoners. Er werd een groot aantal paleizen en kerken gebouwd waaronder El Miguelete en La Lonja de la Seda. Die laatste groeide uit tot de grootste markt van Europa en trok handelaren van het gehele continent aan, met name voor de koop en verkoop van zijde.
Ook werd het eerste boek van heel Spanje gedrukt in Valencia, in 1478. De literatuur in de stad bloeide als nooit tevoren en bekende schrijvers uit die tijd zijn Joanot Martorell en Ausiàs March. In 1502 werd tevens de Universiteit van Valencia geopend.
Tijdens de Spaanse Successieoorlog in de 18e eeuw koos Valencia de kant van Karel van Oostenrijk. Op 24 januari 1706 kwam de stad onder het Britse gezag van graaf Charles Mondaunt. Zijn macht duurde maar 16 maanden, want op 17 april 1707 werd de stad wederom terugveroverd door de Spaanse koningen na de Slag bij Almansa.
Tijdens de Spaanse Onafhankelijkheidsoorlog aan het begin van de 19e eeuw werd Valencia opnieuw aangevallen en in bezit genomen, ditmaal door de Franse generaal Suchet in 1811, maar ook die gezagsperiode was van zeer korte duur en de macht werd wederom overgenomen door de koninkrijken van Castilië en Aragón.

### 20e - 21e eeuw
In 1900 werd de Banco de Valencia opgericht en was de stad geografisch gezien behoorlijk uitgebreid door het afbreken van de oude stadsmuren en de bouw van het stadsdistrict Ensanche. Valencia had in dat jaar een inwonertal van 213.550, wat een eeuw later, in 2000, ruim is verdrievoudigd tot 739.014. In het eerste decennium van de 20e eeuw werden de twee grote overdekte markten van de stad gebouwd en kreeg Valencia haar eigen treinstation, het Estació del Nord. Deze groeiperiode werd ernstig verstoord door het begin van de Spaanse Burgeroorlog in 1936. Tijdens de drie jaar dat het land in oorlog verkeerde, werd Valencia de hoofdstad van het Republikeinse Spaanse Rijk en leed mede daardoor onder de hevige gevechten tussen het oude Spanje en het leger van Francisco Franco. De daaropvolgende dictatuur was een zwarte periode in de geschiedenis van de stad. De Valenciaanse taal werd compleet verboden, omdat het gebruik ervan indruiste tegen de Spaanse moraal van de dictator, en er heerste een strenge censuur tot en met zijn dood in 1975.
In 1957 werd Valencia geteisterd door een ernstige overstroming van de rivier Turia, het water stond in sommige straten meer dan twee meter hoog, een economische catastrofe voor de stad. Hierna is de rivier omgeleid; deze stroomt sindsdien aan de westkant van de stad. Het Plan Sur (Plan Zuid), de nieuwe rivierbedding voor de Turia, voorkwam bij de zware overstromingen in oktober 2024 dat het stadscentrum onderliep. Maar het zorgde er wel voor dat de bebouwing ten zuiden van de stad overstroomde.
In de jaren tachtig werd begonnen aan de aanleg van de Metro van Valencia. In 2007 vond de zeilwedstrijd America's Cup plaats in Valencia, waarvoor een kanaal, haven en paviljoens, zoals het Veles e Vents-gebouw, werden aangelegd. Van 2008 tot en met 2012 werd de Grand Prix Formule 1 van Europa, op een stratencircuit binnen Valencia verreden.

## Geografie

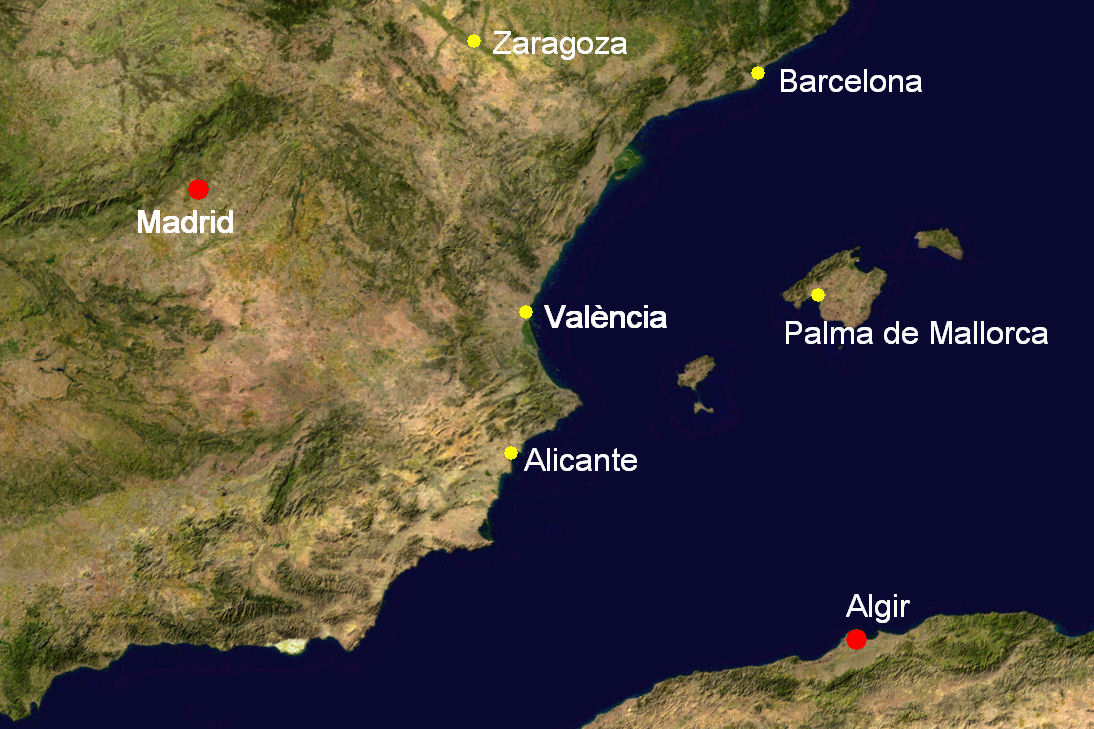
Ligging van Valencia

Valencia ligt aan de oostkust van Spanje, aan de Costa del Azahar aan de Middellandse Zee.
Afstanden naar andere steden:
- Alicante: 179 kilometer
- Almería: 443 kilometer
- Barcelona: 362 kilometer
- Bilbao: 747 kilometer
- Castelló de la Plana: 76 kilometer
- Madrid: 356 kilometer
- Málaga: 622 kilometer
- Murcia: 232 kilometer
- Sevilla: 747 kilometer
- Zaragoza: 326 kilometer

### Klimaat

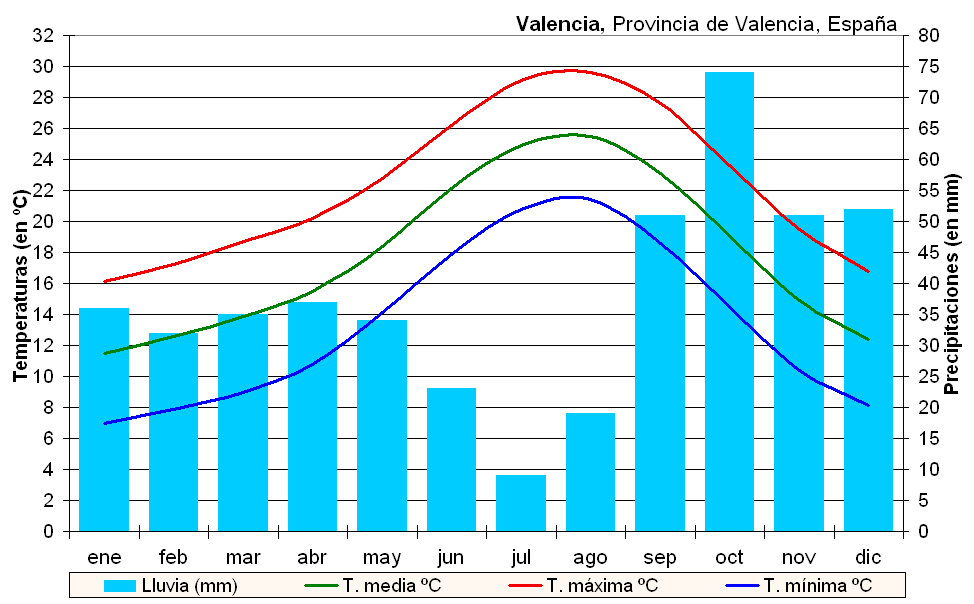
Klimaatgrafiek van Valencia

Valencia heeft een mediterraan klimaat met warme zomers en milde winters. Het klimaat is iets warmer dan dat van Barcelona, met veel minder extremen dan steden zoals Madrid en Córdoba in het hete binnenland. De gemiddelde jaartemperatuur is 18,3 graden Celsius. De gemiddelde maximumtemperatuur is 16,4 graden in januari en 30,2 graden in augustus. Er valt per jaar slechts 475 millimeter neerslag, maar dat gebeurt, typisch mediterraans, geconcentreerd, met name in de maand oktober, wanneer zware regenbuien in sommige gevallen zelfs voor overstromingen zorgen.
| Maand                          | jan  | feb  | mrt  | apr  | mei  | jun  | jul  | aug  | sep  | okt  | nov  | dec  | Jaar |
| ------------------------------ | ---- | ---- | ---- | ---- | ---- | ---- | ---- | ---- | ---- | ---- | ---- | ---- | ---- |
| Gemiddeld maximum (°C)         | 16,4 | 17,1 | 19,3 | 20,8 | 23,4 | 27,1 | 29,7 | 30,2 | 27,9 | 24,3 | 19,8 | 17,0 | 22,8 |
| Gemiddeld minimum (°C)         | 7,1  | 7,8  | 9,7  | 11,5 | 14,6 | 18,6 | 21,5 | 21,9 | 19,1 | 15,2 | 10,8 | 8,1  | 13,8 |
|                                |      |      |      |      |      |      |      |      |      |      |      |      |      |
| Neerslag (mm)                  | 37   | 36   | 33   | 38   | 39   | 22   | 8    | 20   | 70   | 77   | 47   | 48   | 475  |
| Bron: Valencia klimaat - AEMET |      |      |      |      |      |      |      |      |      |      |      |      |      |

## Economie
Vlak na het ontstaan van Valencia was de stad een van de vele handelscentra binnen het Romeinse Rijk. Nadat de stad in bezit was genomen door de Moren, werden een groot aantal installaties aangelegd voor het besproeien en oogsten van het platteland. In die tijd veranderde Valencia dan ook in een stad te midden van groentegewassen en andere landbouw.
Valencia werd net als Toledo een van de belangrijkste handelssteden van het Iberisch Schiereiland, aangezien het op de grens tussen de twee toenmalig heersende rijken lag, het Rijk van Castilië en het Rijk van Aragón. Valencia vormt een belangrijke stad op het gebied van onder andere de textielsector, ambachtelijke producten en toerisme. Het is de derde economische motor van Spanje, ook al staat de economische positie van Valencia nog op behoorlijke afstand van de metropolen Madrid en Barcelona. Valencia groeit economisch gezien onder meer doordat de stad zich steeds meer op de wereldkaart zet. Ook haar gunstige ligging in het Middellandse Zeegebied zorgt ervoor dat steeds meer investeerders zich aangetrokken voelen tot de stad. Dit alles volgens het jaarlijkse rapport “European Cities Monitor 2006”.

## Bestuurlijke indeling

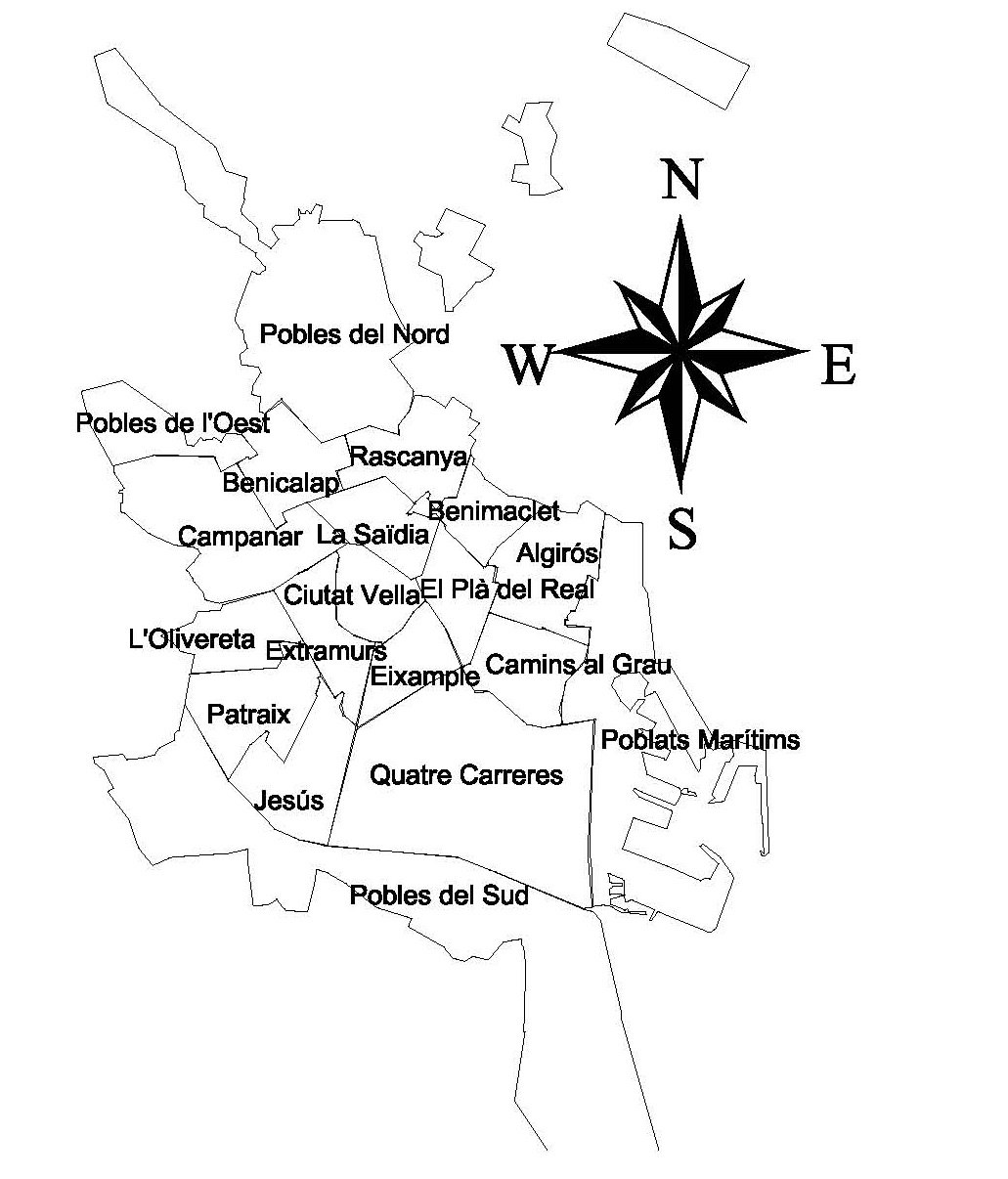
Districten van Valencia

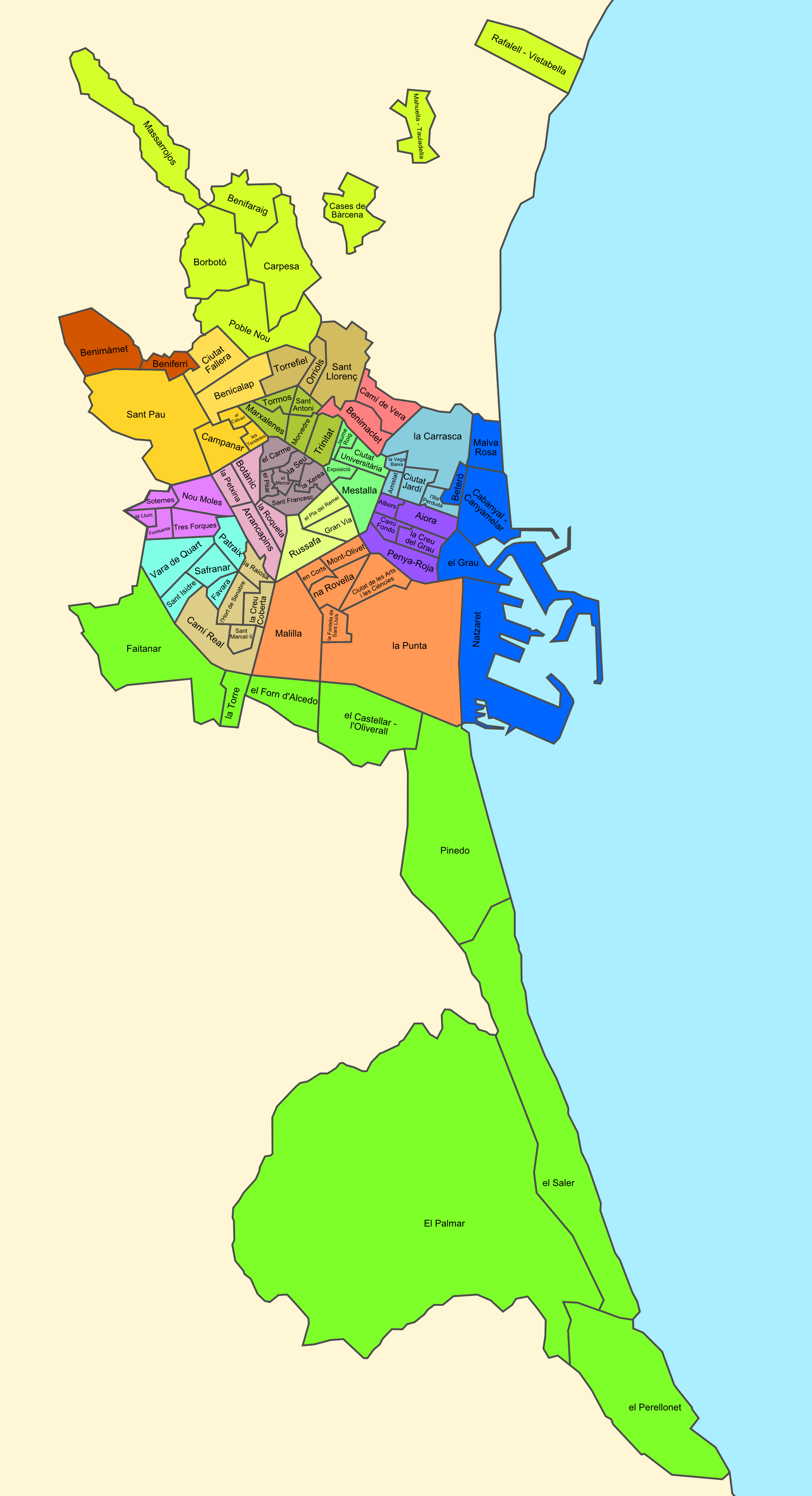
Buurten van Valencia

Valencia is onder te verdelen in 16 districten en de daarbinnen gelegen buurten. In de tabel vindt men in de linkerkolom de districten en rechts, de verschillende wijken waar het district uit bestaat.
| District         | Wijken |
| ---------------- | --- |
| Ciutat Vella     | La Seu, La Xerea, El Carme, El Pilar, El Mercat, Sant Francesc                                             |
| L'Eixample       | Russafa, El Pla Del Remei, Gran Vía                                                                        |
| Extramurs        | El Botànic, La Roqueta, La Petxina, Arrancapins                                                            |
| Campanar         | Campanar, Les Tendetes, El Calvari, Sant Pau                                                               |
| La Saïdia        | Marxalenes, Morvedre, Trinitat, Tormos, Sant Antoni                                                        |
| El Pla del Real  | Exposició, Mestalla, Jaume Roig, Ciutat Universitària                                                      |
| L'Olivereta      | Nou Moles, Soternes, Tres Forques, La Fontsanta, La Llum                                                   |
| Patraix          | Patraix, Sant Isidre, Vara De Quart, Safranar, Favara                                                      |
| Jesús            | La Raiosa, L'Hort De Senabre, La Creu Coberta, Sant Marcel.lí, Camí Real                                   |
| Quatre Carreres  | Montolivet, En Corts, Malilla, Fonteta Sant Lluís, Na Rovella, La Punta, Ciutat de les Arts i les Ciències |
| Poblats Maritims | El Grau, El Cabanyal, El Canyamelar, La Malva-rosa, Beteró, Natzaret                                       |
| Camins Al Grau   | Aiora, Albors, La Creu Del Grau, Camí Fondo, Penya-roja                                                    |
| Algirós          | L'Illa perduda, Ciutat Jardí, L'Amistat, La Bega Baixa, La Carrasca                                        |
| Benimaclet       | Benimaclet, Camí De Vera                                                                                   |
| Rascanya         | Orriols, Torrefiel, Sant Llorenç                                                                           |
| Benicalap        | Benicalap, Ciutat Fallera                                                                                  |

## Demografische ontwikkeling
Bron: INE; 1857-2011: volkstellingen
Opm: Bevolkingscijfers in duizendtallen; aanhechting van Benimaclet, Patraix, Ruzafa (1877), Benimamet, Orriols (1887), Borbotó, Campanar, Mahuella, Pueblo Nuevo del Mar, Villanueva del Grao (1897), Benifaraig, Carpesa en Masarrochos (1900)

## Bezienswaardigheden

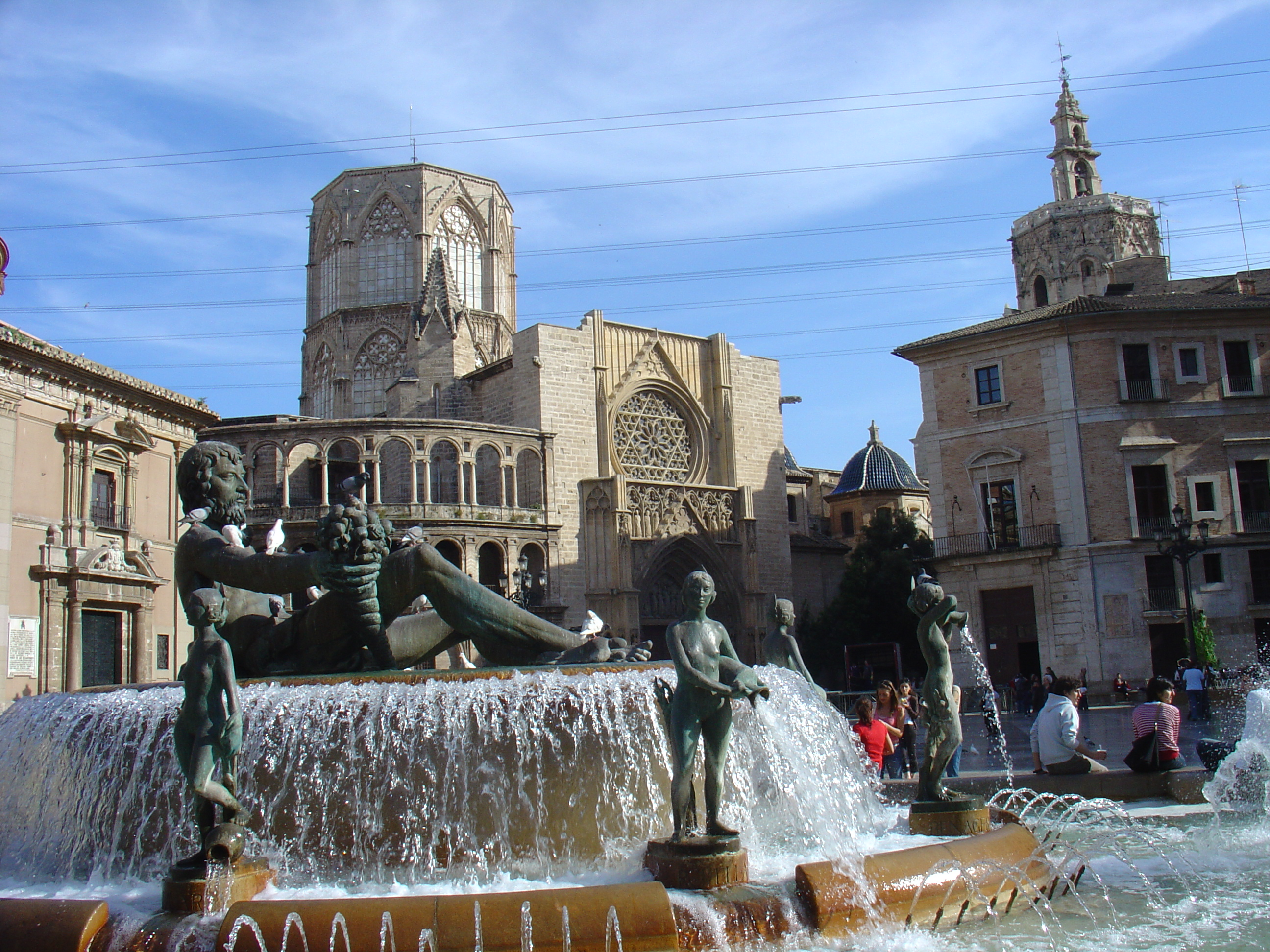
Kathedraal van Valencia

Valencia heeft een gevarieerd stadsbeeld door de vele culturen die in de stad hebben geleefd.

### Middeleeuwen - 19de eeuw

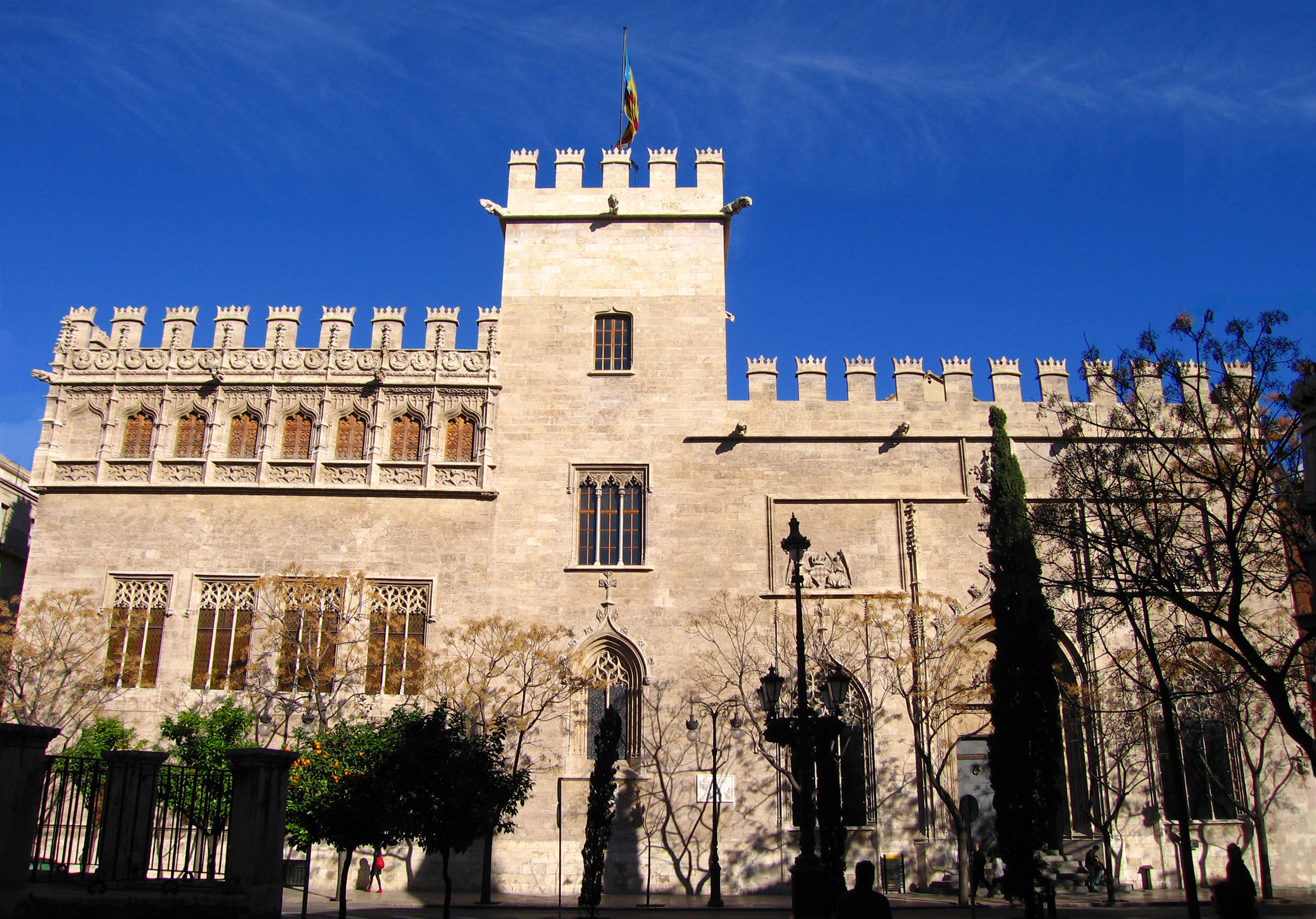
La Lonja de la Seda

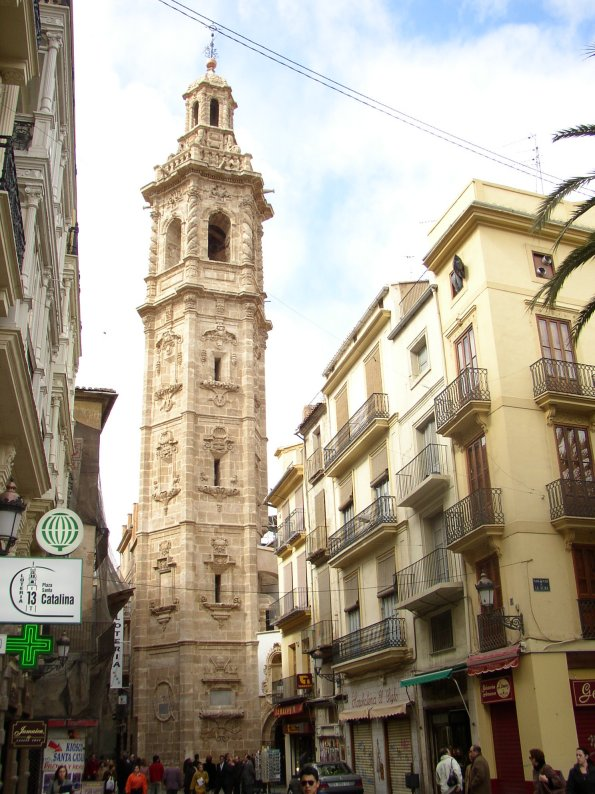
Iglesia Santa Catalina

- de Kathedraal van Valencia of la Seu (romaans-gotisch-barok, 1262-1356) heeft een achthoekige gotische klokkentoren die bekendstaat als El Miguelete. De kathedraal bezit vele kunstschatten, waaronder twee doeken van Goya en een gotisch albasten retabel in de capilla del Santo Cáliz.
- het laatgotische Palau de la Generalitat (15de eeuw), de Basílica de la Virgen de los Desamparados (tweede helft 17de eeuw) en de achterkant van de kathedraal staan aan de Plaza de la Virgen.
- de Iglesia de San Juan del Hospital (romaans-gotisch, 1238)
- het Convento de Santo Domingo (gotisch-barok, 1239)
- de Almudín (gotisch, 14de eeuw) is een voormalige goederenopslagruimte, gebouwd op het Moorse alcazar. Sinds 1996 wordt de ruimte gebruikt voor tentoonstellingen.
- La Lonja de la Seda (de zijdebeurs) (1482-1548) wordt beschouwd als het mooiste gotisch burgerlijk gebouw van de stad (Sala de Contratación).
- de Universidad de Valencia (1499) is een van de oudste en belangrijkste van Spanje.
- het Antiguo Convento del Carmen heeft een gotische en een renaissance kloostergang en heeft een museale functie.
- de Iglesia de San Nicolás (gotisch maar binnen volledig omgebouwd in overladen barokstijl (churrigueresk)
- de Iglesia de Santa Catalina (gotisch) valt op door haar barokke klokkentoren (17de eeuw)
- de Iglesia del Patriarca o del Corpus Christi (1586-1615), het klooster en het Museo del Patriarca, een voormalig opleidingsinstituut voor priesters.
- de Iglesia de los Santos Juanes staat rechtover de Lonja.
- het Palacio del Marqués de Dos Aguas (barok, 1740), een stadspaleis met een weelderig gebeeldhouwd albasten hoofdportaal. Het herbergt het Museo Nacional de Cerámica y Artes Suntuarias González Martí.
- Van de muur die tot de 19de eeuw de historische stad beschermde blijven enkel twee versterkte toegangspoorten over: de Torres de Serranos (1392-1398) en de Torres de Quart (1441-1460). De Torres de Serranos werd niet afgebroken toen de stadsmuur werd weggehaald omdat het dienstdeed als gevangenis. De Torres de Quart had een defensieve functie. Napoleon kwam de stad binnen door deze poort. De torens vertonen nog de gaten van de kanonskogels die zijn afgevuurd door de Franse troepen.

### Modernismo-architectuur
De wijk die bekendstaat als Ensanche (Valenciaans voor Eixample - niet te verwarren met het Eixample in Barcelona), bestaat uit weidse straten met afgeronde hoeken, een overzichtelijke structuur die in de rest van de stad niet te vinden is. Eixample kenmerkt zich door de art-nouveau-architectuur:
- de Mercado Central (1914-1928)
- de Mercado de Colón (1914-1916)
- het station Estación del Norte (Demetrio Ribes, 1906-1917)
- het Edificio Ferrer (1907-1908)
- het Edificio de Correos (1915-1923) is een eclectisch gebouw met een aantal elementen van het modernismo
- het Edificio Suay (1910)
- het Casa de los Dragones (1901)
- het Casa Noguera (1909)
- een aantal panden gelegen aan de Gran Via Marqués del Turia (Casa Ortega, Edificio Chapa)
- een aantal panden gelegen aan de carrer de la Pau/Paz (edificio Grau, Edificio Bolinches)

Buiten de Eixample:
- aan de haven van Valencia staan modernistische pakhuizen (tinglados)
- de Casa del Punto de Gancho (1906) ligt in het historisch centrum

### Hedendaagse architectuur
- Santiago Calatrava

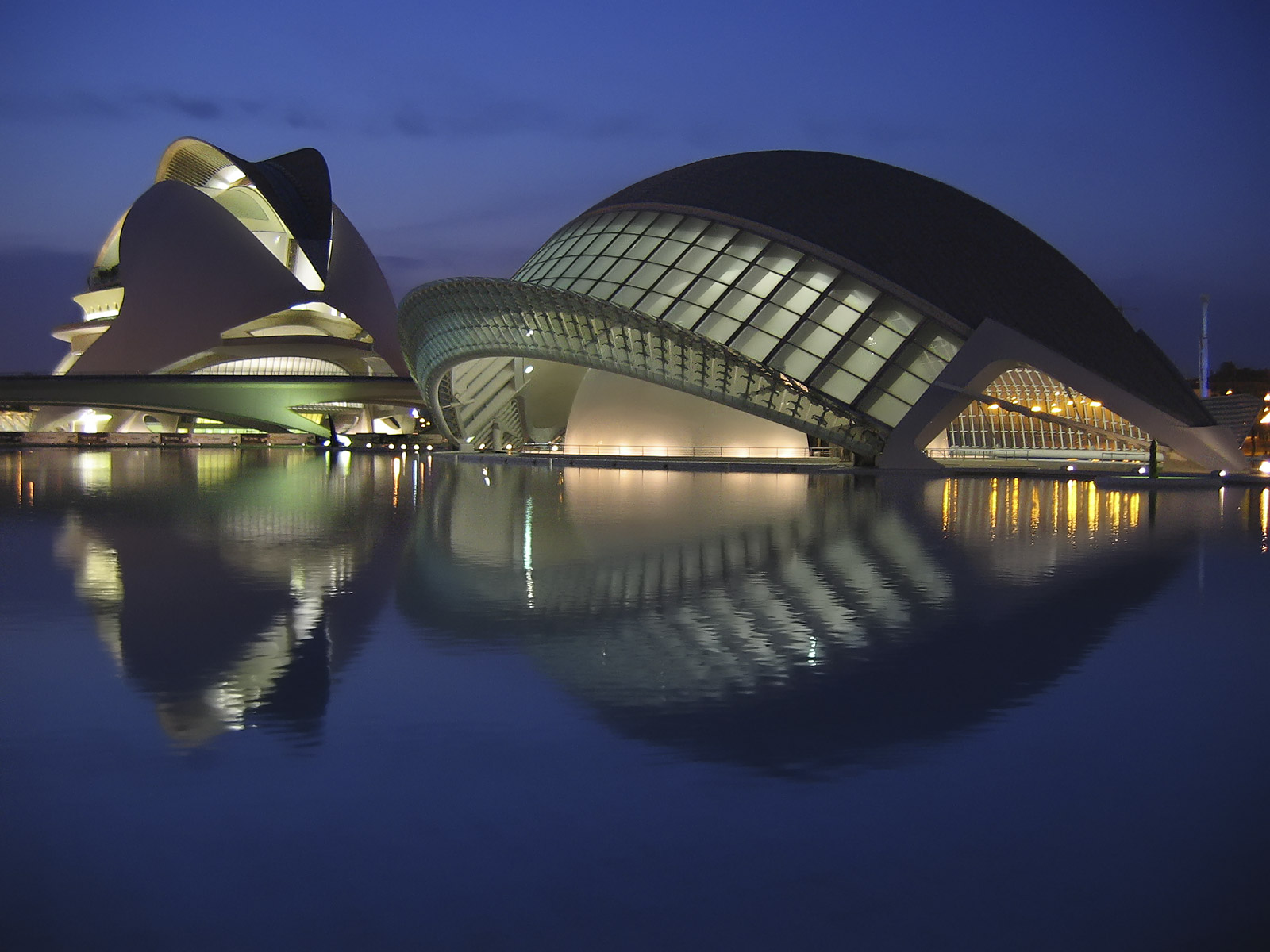
Ciutat de les Arts i les Ciències

  - de Ciudad de las Artes y Ciencias (Stad van Kunsten en Wetenschappen). Dit enorme complex omvat verscheidene gebouwen:
    - het Palau de les Arts Reina Sofía (1995-2005) geeft onderdak aan een operazaal, een concertzaal, een kamermuziekzaal en een theaterzaal
    - de Hemisférico/Hemisfèric (1998) herbergt onder meer een IMAX-theater
    - El Museu de les Ciències Príncipe Felipe (2000) is een gigantisch wetenschapsmuseum
    - de Ágora (2009) wordt onder meer gebruikt voor tentoonstellingen en conferenties
    - de Umbracle (2000) is een langgerekte en grote exotische tuin
    - de Puente de l'Assut de l'Or (2004-2008) is een elegante tuibrug
    - L'Oceanogràfic (2002) is het grootste aquariumcomplex van Europa. Dit is het enige onderdeel van de Ciudad dat niet werd ontworpen door Calatrava maar door Félix Candela.

  - het metrostation Estación de la Alameda met bovengronds de Puente de la Exposición, een van de vele bruggen over de droge bedding van de Turia
  - de Puente de las Flores (2002)
- het Palau de la Música (José María García de Paredes, 1987)
- het Palacio/Palau de Congressos (Norman Foster, 1998)
- Veles e Vents ligt aan de haven (David Chipperfield, 2006)

### Parken en tuinen
- Bioparc (2008) is een zoo voor Afrikaanse dieren
- De uit begin 19e eeuw stammende Jardín Botánico (Botanische Tuin) ligt even buiten het historisch centrum en beschikt onder meer over een invernadero (kas), een heel grote palmenfamilie, vetplanten, een rocalla (rotstuin), een aviario (volière), een aquarium en een umbráculo (schaduwrijke pergola).
- De Jardines del Real (of Jardines de Viveros) is het grootste park, vlakbij liggen de kleine Jardines de Monforte. Beide bevinden zich eveneens even buiten het historisch centrum.
- Op de bedding waarin voor de grote overstroming van Valencia in 1957, de Turia stroomde vindt men heel wat parken, de meer dan 9 km lange Jardines de Turia (regelmatig onderbroken door sportvoorzieningen, speelpleinen en plantsoenen). Op diezelfde bedding is de Ciudad de las Artes y Ciencias (Stad van Kunsten en Wetenschappen) opgericht.
- 20 km ten zuiden van de stad vindt men het uitgestrekte Parque Natural de la Albufera en het mediterrane bos Dehesa del Saler.

### Pleinen

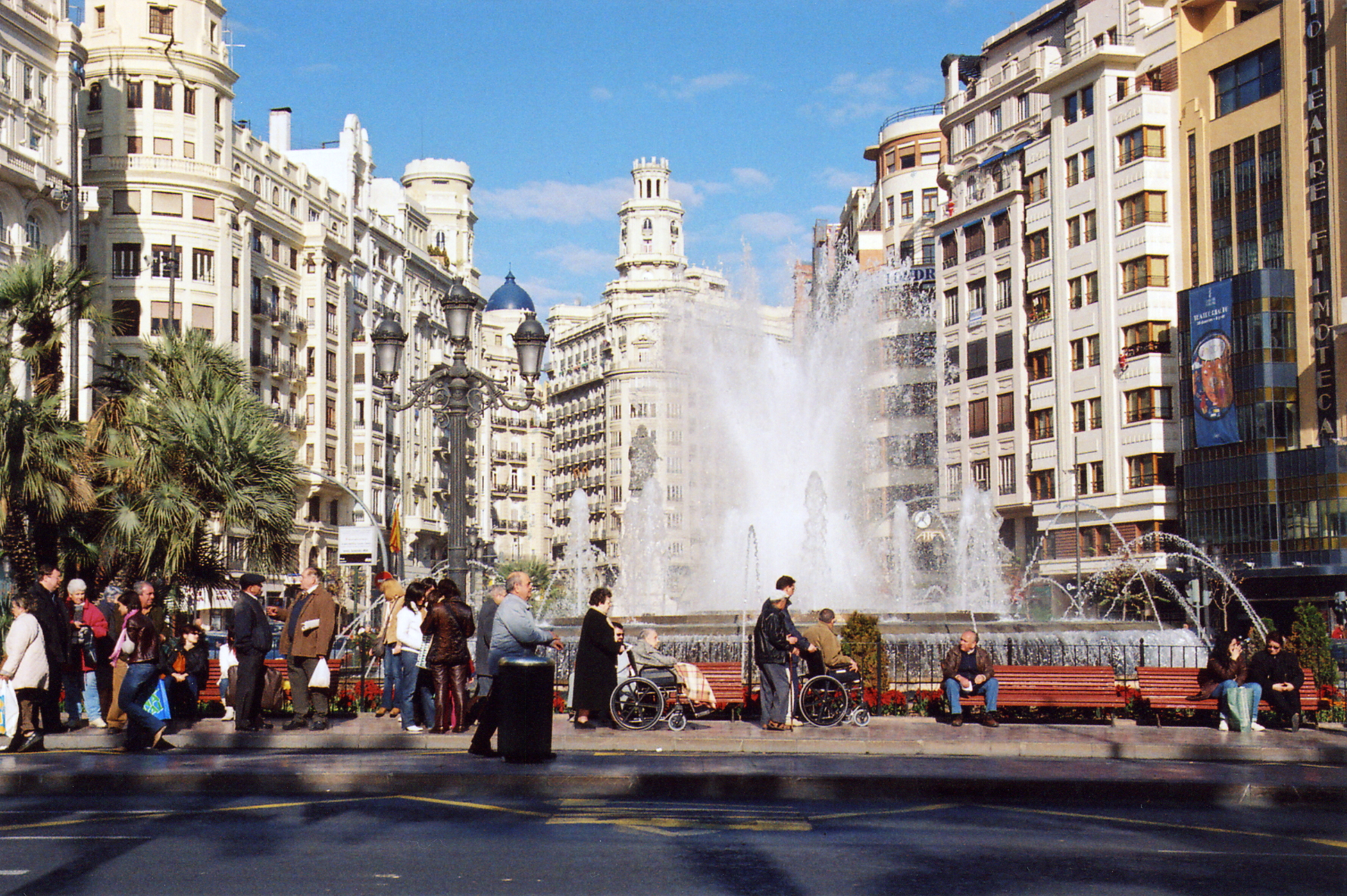
Plaza del Ayuntamiento

- Plaza de la Virgen, achter de kathedraal
- Plaza de la Reina waar de hoofdingang van de kathedraal zich bevindt.
- Plaza del Ayuntamiento (1931)
- Plaza Redonda (plaza del Clot) is een cirkelvormig plein dat dateert uit 1840.
- Plaza de la Almoina, naast de kathedraal
- Plaza de la Puerta del Mar

### Musea
- Archeologisch Centrum Almoina

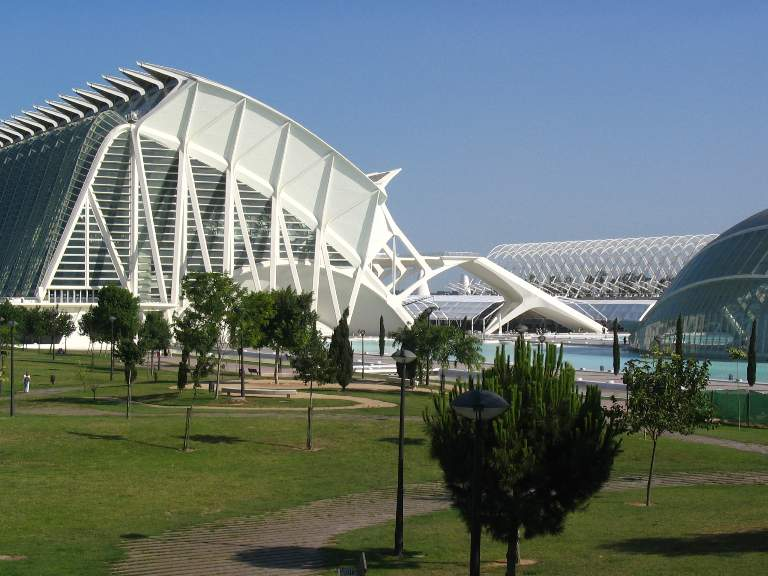
Museu de les Ciències Príncipe Felipe

- Ciutat de les Arts i les Ciències met onder andere Museu de les Ciències Príncipe Felipe
- Museo Nacional de Cerámica y Artes Suntuarias González Martí
- Galería del Tossal toont archeologische overblijfselen
- Huis-Museum Concha Piquer is gewijd aan de zangeres en actrice Concha Piquer
- Institut Valencià d'Art Modern (IVAM) met onder andere het Centro Julio González
- L'Oceanogràfic (Zeeaquarium)
- Museo Casa de las Rocas
- Museo del Arroz (Rijstmuseum). Het gebouw herbergt ook het Museo de la Semana Santa Marinera.
- Museo de Bellas Artes de Valencia (Museum van de schone kunsten)
- Museo Municipal de Ciencias Naturales (Museum voor natuurwetenschappen)
- Museo de Informática (Informatica-museum)
- Museo de la Asociación Valenciana de Arte y Tecnología Eléctrica - ARTTEL
- Museo de la Catedral (Museum van de Kathedraal)
- Museo de la Ciudad (Stadsmuseum)
- Museo de Prehistoria de Valencia
- Museo Fallero is gewijd aan de Fallas
- Museo de Historia de Valencia
- Museo Valenciano de Historia Natural
- MUVIM - Museo Valenciano de la Ilustración y la Modernidad
- Museo del Patriarca

### Stranden
Valencia heeft net als Barcelona haar eigen stadsstranden. In totaal gaat het om bijna 15 kilometer strand, in en rondom het Albufera. De kustlijn van de stad is onderverdeeld in 6 verschillende stranden, die overigens overlopen in de stranden van nabijgelegen stadjes als Cullera:
- Playa de las Arenas
- Playa de la Malvarrosa
- Playa de Pinedo
- Playa del Saler
- Playa de la Devesa
- Playa Recatí

## Cultuur

### Valenciaanse cultuur
Valencia is, net als de gehele regio Valencia, officieel tweetalig; men spreekt er zowel Spaans als Valenciaans. Het Valenciaans is sterk verwant aan het Catalaans. In Valencia is Spaans daarentegen veruit de meest gesproken taal; in tegenstelling tot Catalonië waar beide talen gelijkwaardig zijn en het Catalaans soms belangrijker. Desondanks is het Valenciaans in Valencia zichtbaar, bijvoorbeeld op de borden van de metrostations en de straatnaamborden. Ook hebben de verschillende delicatessen die uit de regio komen Valenciaanse namen. Valencia heeft, net als andere Spaanse steden, een druk nachtleven. De meeste bars en nachtclubs zijn geconcentreerd rondom de buurt Carmen en de omgeving van de universiteiten.

### Feestdagen
Buiten de Spaanse nationale feestdagen heeft Valencia nog een aantal officiële lokale feestdagen, waarvan Las Fallas de belangrijkste is.
- januari: San Antonio Abad, San Vicente Mártir
- maart: Las Fallas (San José)
- april: San Vicente Ferrer
- mei: Las Cruces de Mayo, La Vírgen de los Desamparados, Corpus Christi
- juni: San Juan
- juli: De beurs van juli
- oktober: Dag van de “Comunidad Valenciana”

### Festival Las Fallas
Las Fallas (Catalaans: Les Falles) is in Spanje een nationaal bekend festival, dat 19 dagen duurt. Traditioneel wordt het feest afgesloten in de nacht van 19 maart ter ere van Sint-Jozefsdag. Het trekt honderdduizenden mensen uit heel Spanje. Elke buurt van de stad heeft haar eigen 'festivalorganisatie', de zogenaamde Casal Faller. De verschillende Casal Fallers zamelen het gehele jaar door geld in, door het houden van feesten en verschillende soorten paella-diners, ook al is diner in dit geval een erg groot woord. Met het geld maakt elke Casal Faller uiteindelijk een 'falla', die bestaat uit een enorme pop van piepschuim (de kleintjes van papier maché) op een enorm stuk karton of hout volgehangen met vuurwerk. Al deze 'fallas' vormen eerst een grote parade en worden daarna massaal afgebrand door het afsteken van het vuurwerk, wat een spektakel en enorm veel lawaai oplevert. Het feest mag dan heel traditioneel zijn, in 2005 waren onder meer George W. Bush en Shrek twee van de fallaspoppen, in 2012 passeerden poppen van Barack Obama en Lady Gaga. Vanaf 1 maart tot en met 19 maart wordt elke dag om 14.00u bij het plein voor het stadhuis de zogenaamde mascleta's aangestoken. Dit is voornamelijk knalvuurwerk. Op meerdere avonden worden vuurwerkshows gegeven, die tot de grootste ter wereld behoren. Vooral de 'Nit del Foc' (de nacht van het vuur), het klapstuk van alle vuurwerkshows, trekt ieder jaar honderdduizenden toeristen naar Valencia.

### Gastronomie

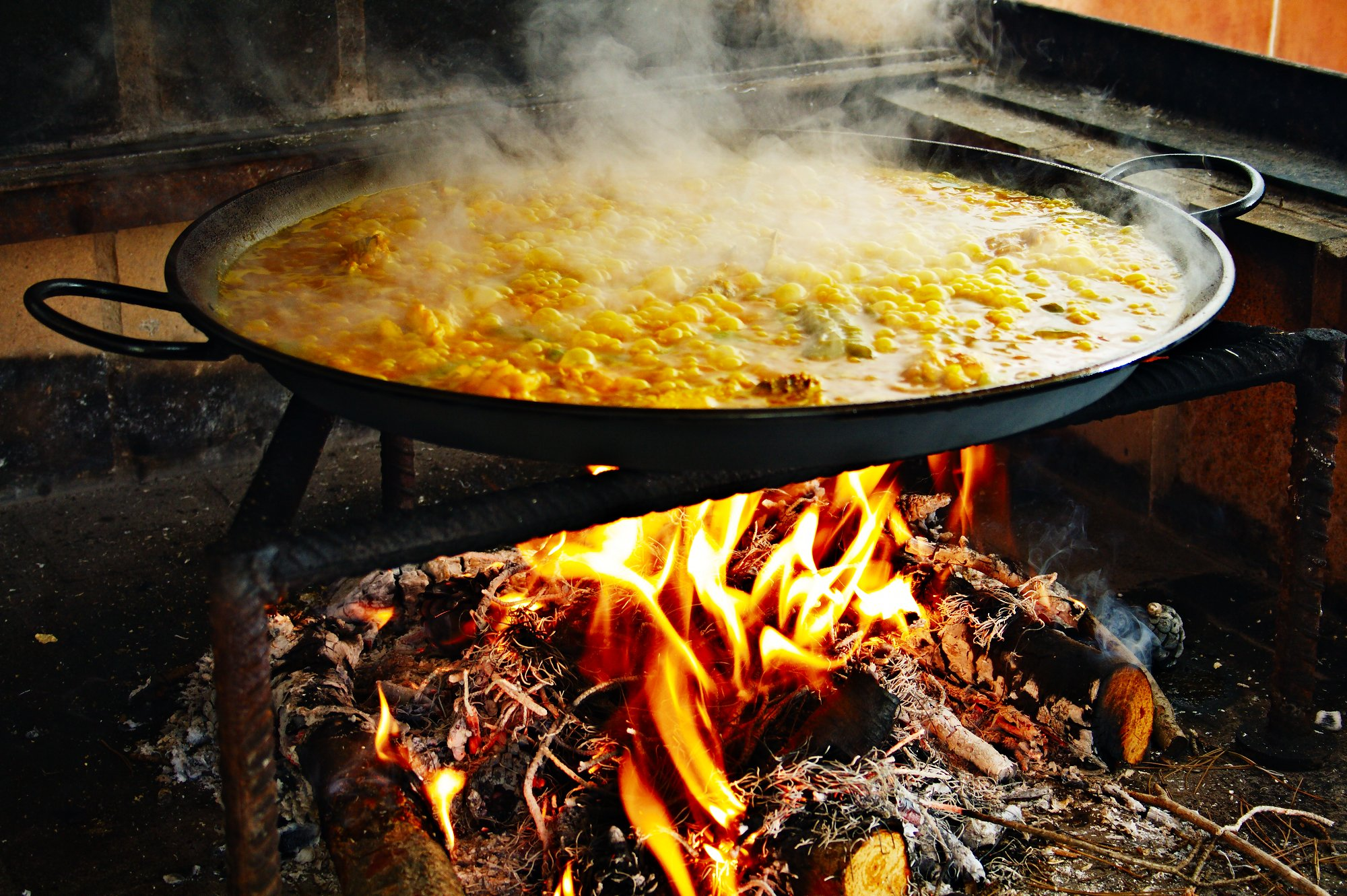
Paella op straat

De gastronomie van Valencia is typisch mediterraan en een reflectie van de cultuur van de stad en haar omgeving. Er worden veel mediterrane groenten, fruit, vis en schaaldieren gegeten en erg weinig vlees. Het hoofdbestanddeel van de Valenciaanse keuken is rijst, en het bekendste voorbeeld daarvan is de paella, die op talloze manieren kan worden bereid. Een ander Valenciaans rijstgerecht is arros al forn, rijst uit de oven met tomaten, longaniza (een mediterraanse worst), morcilla (een Noord-Spaanse worst), aardappels, varkensribben en kikkererwten. De arros a banda bestaat uit gegrilde rijst met verschillende soorten vis en groenten en arros amb fesols i naps is een soepachtig rijstgerecht met witte bonen en koolraap.
Eveneens typisch Valenciaans is horchata (Valenciaans: orxata), een ijskoude en zoete drank die vooral in de zomer wordt gedronken; deze drank bestaat uit een melkachtige substantie gemaakt van chufas oftewel aardamandelen, water en suiker.
Daarnaast is er het traditionele Valenciaanse drankje: Agua de Valencia, een mix van sinaasappelsap, cava (Spaanse mousserende wijn) en Cointreau. Dit alles is te proeven in een van de bars en cafés die de stad rijk is.
Een overblijfsel van de Moorse cultuur in Valencia is de hoeveelheid zoetigheden die er worden gemaakt, waarvan de hoofdbestanddelen meestal honing, amandelen en suiker zijn. De “turrón”, een soort noga, komt ook uit de regio van Valencia, oorspronkelijk eigenlijk uit Alicante. Deze worden in heel Spanje gegeten tijdens de dagen rondom kerst.

### Nachtleven
Valencia heeft net als andere Spaanse steden een omvangrijk nachtleven en de etenstijden zijn er voor Europese begrippen laat, rond 22:00. Het nachtleven in de stad speelt zich af in drie zones: de Barrio del Carmen, Cánovas en Woody.

## Sport
Valencia heeft twee professionele voetbalclubs. De grootste is Valencia CF, die thuiswedstrijden speelt in het Estadio Mestalla. Dat stadion werd gebruikt toen Valencia speelstad was voor het WK Voetbal van 1982. Er is al jaren een nieuw stadion in aanbouw voor Valencia CF, het Nou Mestalla. De tweede voetbalclub in Valencia is Levante UD, dat thuiswedstrijden speelt in het Estadi Ciutat de Valencia.
Tussen 2008 en 2012 werd op het Valencia Street Circuit de Grote Prijs Formule 1 van Europa verreden. Het circuit loopt door de haven en straten van Valencia. 20 Kilometer ten westen van Valencia ligt het Circuit Ricardo Tormo. Op dit racecircuit wordt jaarlijks een race gehouden voor het MotoGP-kampioenschap.
Basketbalclub Valencia BC speelt zijn thuiswedstrijden in het Pabellón Fuente San Luis dat 9.000 toeschouwers kan bevatten.
De wielerkoers Ronde van Valencia wordt in februari verreden in de autonome gemeenschap Valencia, en doet doorgaans ook de stad Valencia aan. Voor mannen vond de eerste editie plaats in 1929 en voor vrouwen in 2019. De stad organiseert meestal de afsluitende wedstrijd in de Spaanse Beker Veldrijden.

## Transport

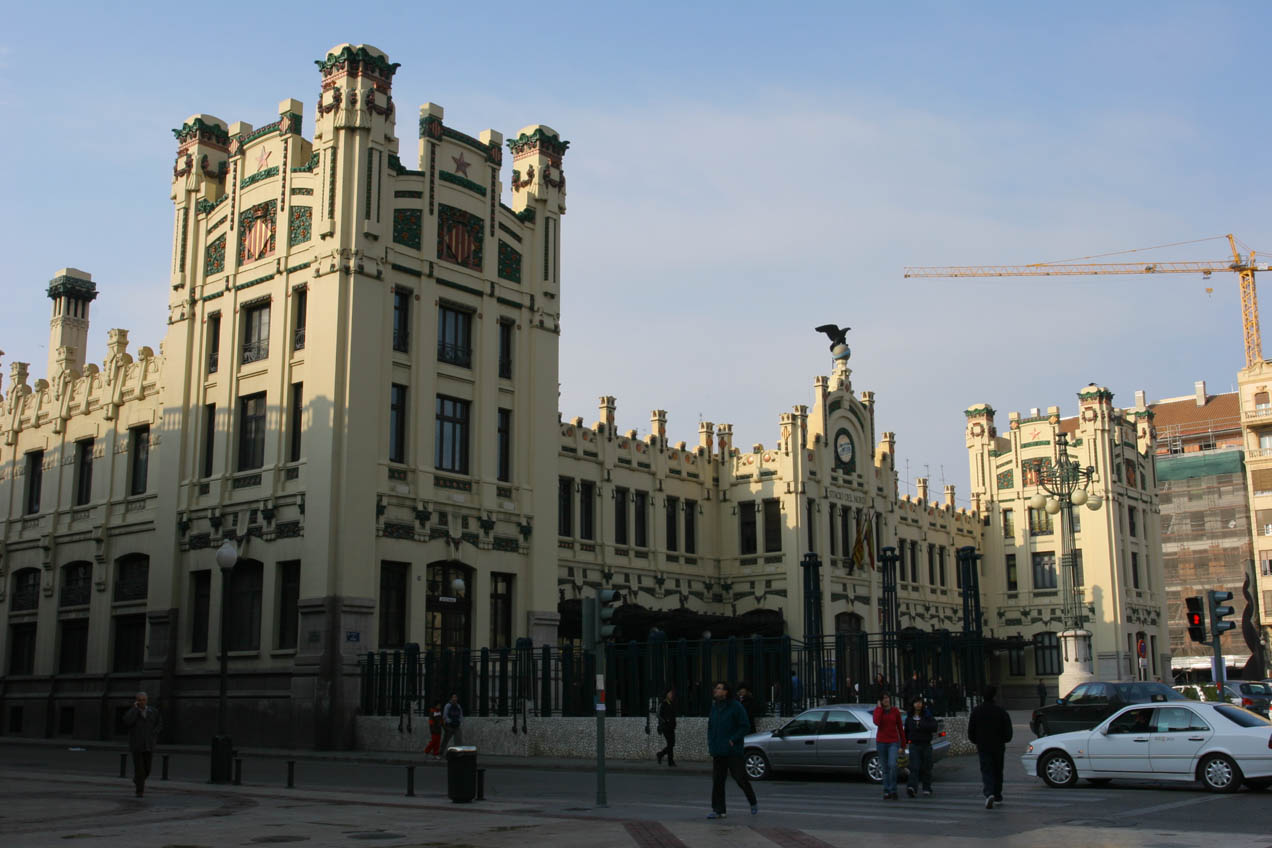
Station València-Nord

### Openbaar vervoer
Sinds 8 oktober 1988 heeft Valencia haar eigen metro- en tramnetwerk, de Metrovalencia. Valencia werd de derde stad van Spanje, na Madrid en Barcelona, die over een metro beschikte. Het netwerk bestaat uit vier ondergrondse lijnen en één tramlijn. De metro verbindt onder andere het vliegveld van Valencia met het centrum. Het metronetwerk is ontstaan uit een regionaal lijnennet van metersporige lokaalspoorwegen die gemoderniseerd werden en met tunnels in de stad aan elkaar werden gekoppeld.

### Scheepvaart
De haven van Valencia, ten oosten van de stad, is naar hoeveelheid verscheepte goederen gemeten de tweede zeehaven van Spanje.

### Vliegveld
De Luchthaven Valencia verbindt de stad met vrijwel alle grote Spaanse steden en een groot aantal Europese steden, waaronder Brussel, Charleroi, Parijs, Düsseldorf, Rome, Londen, Milaan, Eindhoven en Amsterdam. De luchthaven is de thuisbasis van de luchtvaartmaatschappij Air Nostrum, dochterbedrijf van Iberia. Hij is gelegen in het westen van Valencia (Manises) en is bereikbaar vanaf de snelweg A-7 en sinds 2007 ook met de metro. In 2005 maakten iets meer dan 4 miljoen passagiers gebruik van de luchthaven.

## Partnersteden
- Bologna, Italië
- Burgos, Spanje
- Mainz, Duitsland
- Odessa, Oekraïne
- Sacramento, Verenigde Staten
- Valencia, Venezuela
- Veracruz, Mexico

## Geboren
- Lijst van Valencianen

## Overleden
- Joanot Martorell (±1413-1468), schrijver, auteur van een van de eerste moderne West-Europese romans: Tirant lo Blanc
- Joop Waasdorp (1917-1988), Nederlands schrijver en journalist